# Jackson Medway
Jackson Medway, né le 15 octobre 2004, est un coureur cycliste australien.

## Biographie
Jackson Medway commence à se consacrer au cyclisme en 2022, après avoir pratiqué le triathlon. Il progresse rapidement, et termine notamment onzième du championnat d'Océanie juniors (moins de 19 ans). L'année suivante, il se révèle au niveau national en remportant le contre-la-montre du Tour du Gippsland,. Après cette performance, il évolue durant quelques mois au sein de la formation St George Continental. 
En 2024, il rejoint l'équipe BridgeLane. Durant cette saison, il confirme ses qualités de rouleur en devenant champion d'Australie et champion d'Océanie du contre-la-montre chez les espoirs (moins de 23 ans). Il participe également au Tour Down Under et à la Cadel Evans Great Ocean Road Race, sous les couleurs d'une sélection australienne. 

## Palmarès et résultats

### Palmarès par année
- 2023
  - 2e étape du Tour du Gippsland (contre-la-montre)
- 2024
  -  Champion d'Océanie du contre-la-montre espoirs
  -  Champion d'Australie du contre-la-montre espoirs
  -  Médaillé d'argent du championnat d'Océanie sur route espoirs
  - 5e du championnat d'Océanie sur route

### Classements mondiaux
| Année                                 | 2023  | 2024 |
| ------------------------------------- | ----- | ---- |
| Classement mondial                    | 2401e | 464e |
| UCI Oceania Tour                      | 100e  | nc   |
|                                       |       |      |
| Légende : nc = non classéSource : UCI |       |      |